# Atractus ecuadorensis
Espèce
Atractus ecuadorensis  est une espèce de serpents de la famille des Dipsadidae.

## Répartition
Cette espèce est endémique de la province de Tungurahua en Équateur.

## Description
Dans sa description Savage indique que ce serpent mesure en moyenne 198 mm dont 48 mm pour la queue. Son dos est brun clair avec des rayures dorsolatérales plus foncées et un collier plus clair. Sa tête est brun foncé. Sa face ventrale est brun et tacheté de brun essentiellement dans sa partie postérieure.

## Étymologie
Son nom d'espèce, composé de ecuador et du suffixe latin -ensis, « qui vit dans, qui habite », lui a été donné en référence au lieu de sa découverte, l’Équateur, Ecuador en espagnol.

## Publication originale
- Savage, 1955 : Descriptions of new colubrid snakes, genus Atractus, from Ecuador. Proceedings of the Biological Society of Washington, vol. 68, p. 11-20 (texte intégral).